# 萊翁二世
萊翁二世（Leo II，1150年—1219年）是一位亞美尼亞君主。他是奇里乞亞亞美尼亞王國的統治者，1187年至1219年在位。

萊翁二世

萊翁二世是萊翁一世的一個孫子，屬於魯本王朝。他在1187年兄長魯本三世去世後繼位。他在1198或1199年加冕為國王，成為1045年巴格拉圖尼王朝亞美尼亞被拜占庭帝國併吞以來的第一位亞美尼亞國王。因此他有時亦被稱為萊翁一世。他娶耶路撒冷國王艾默里的女兒希比拉為妻，生下女兒伊莎貝拉。他在1219年去世，伊莎貝拉繼位為亞美尼亞女王。